# Tethysbaena dioscorida
Theosbaena dioscorida — вид термосбенових ракоподібних родини Monodellidae. Описаний у 2021 році.

## Поширення
Ендемік острова Сокотра (Ємен). Вид описаний на основі самиць із прісноводного печерного озера та солонуватої прибережної свердловини.